# Dieter Köhler (Tischtennisspieler)
Dieter Köhler (* 20. Dezember 1938 in Pützchen bei Bonn) ist ein deutscher Tischtennisspieler, der von 1957 bis 1961 24 Länderspiele absolvierte. 1959 und 1960 wurde er in der nationalen Rangliste auf Platz 2 geführt.

## Karriere
Köhler ist ein Abwehrspieler, der aus der Defensive mit der Rückhand schießen kann. Er begann seine Karriere bei den Vereinen Mainzer HC und Blau-Weiß Gonsenheim, ehe er sich 1954 dem Oberligaverein Mainz 05 (bis 1959) anschloss, der damals zu den stärksten deutschen Mannschaften gehörte. 1956 gewann er die deutsche Jugendmeisterschaft im Einzel und im Doppel mit Rüdiger Luding sowie die internationale Meisterschaft von England im Einzel. Bei den Europameisterschaften der Jugend gewann er 1955 den Titel mit der Mannschaft, im Doppel erreichte er 1956 mit Hans-Jörg Otto das Endspiel. 1957 wurde er beim Bundesranglistenturnier der Herren Erster.
Im Februar 1959 gewann Köhler die deutsche Hochschulmeisterschaft im Einzel. Im selben Jahr wurde er für die Weltmeisterschaft nominiert, bei der er im Mannschaftskampf den chinesischen Asienmeister Wang Chuan-Yao besiegte. Im Doppel mit Heinz Harst erreichte er das Achtelfinale. Ende 1959 zog er nach Berlin, um hier Jura zu studieren. Hier schloss er sich dem Verein Tennis Borussia Berlin an. Beim 5:2-Sieg der deutschen Nationalmannschaft in Berlin gegen Österreich blieb Köhler ungeschlagen. 1960 kam er bei den Internationalen Meisterschaften von Holland bis ins Endspiel, das er gegen Hans Alsér verlor.
Zweimal nahm Köhler an Europameisterschaften der Erwachsenen teil. Dabei wurde er mit der Herrenmannschaft 1958 Fünfter. 1960 kam er im Einzel bis ins Viertelfinale, wo er dem späteren Turniersieger Zoltán Berczik unterlag. Weitere Erfolge erzielte Köhler bei internationalen Meisterschaften. Hier wurde er im Einzel 1959 in den Niederlanden Zweiter und 1961 in Frankreich Erster.
1961 zog sich Köhler vom Leistungssport zurück, um sich vorrangig seinem Studium zu widmen.

## Privat
Köhler machte 1958 Abitur, studierte Jura und arbeitete später als Regierungsdirektor in der Finanzverwaltung Berlins. In den 1960er Jahren heiratete er Carola Müller, die Tochter des Berliner Verbandspräsidenten Erwin Müller.

## Turnierergebnisse
| Verband | Veranstaltung                         | Jahr | Ort            | Land | Einzel        | Doppel    | Mixed     | Team |
| ------- | ------------------------------------- | ---- | -------------- | ---- | ------------- | --------- | --------- | ---- |
| FRG     | Europameisterschaft                   | 1960 | Zagreb         | YUG  | Viertelfinale |           |           |      |
| FRG     | Jugend-Europameisterschaft (Junioren) | 1956 | Opatija        | YUG  |               | Silber    |           |      |
| FRG     | Jugend-Europameisterschaft (Junioren) | 1955 | Ruit-Stuttgart | FRG  |               |           |           | 1    |
| FRG     | Weltmeisterschaft                     | 1959 | Dortmund       | FRG  | letzte 128    | letzte 16 | letzte 32 | 9    |